# Willi Leißler
Willi Leißler (17 dicembre 1930 – 9 aprile 2014) è stato un cestista tedesco.

## Carriera
Con la Germania Ovest ha partecipato ai Campionati europei del 1951.